# Antropologia fisica
L'antropologia fisica (o biologica, o evoluzionistica) è una disciplina scientifica che si occupa dei meccanismi dell'evoluzione biologica, dell'ereditarietà genetica, dell'adattamento fisico degli esseri umani e dei resti fossili di tale evoluzione; lo scopo è dunque lo studio dell'uomo, la sua storia naturale con i relativi aspetti biologici e naturalistici. Spesso è strettamente correlata con l'archeologia tramite l'antropologia tafonomica, la scienza che studia l'insieme dei processi che interessano un corpo dal momento della morte al suo ritrovamento.
L'antropologia fisica si è sviluppata nel XIX secolo conseguentemente allo sviluppo della teoria dell'evoluzione di Charles Darwin e della teoria genetica di Gregor Mendel. Recentemente la direzione presa da questi studi sembra comportare uno spostamento in direzione di un'antropologia biologica.
Alcune branche di questa disciplina, come l'antropologia criminale, la fisiognomica e la frenologia, che miravano a rilevare alcune caratteristiche comportamentali e psicologiche di un individuo in base alle sue misure craniometriche come l'indice cefalico (rapporto tra larghezza e lunghezza del cranio), sono attualmente considerate pseudoscienze. Uno dei più noti esponenti di queste pseudoscienze è l'italiano Cesare Lombroso.
Tra i fondatori della moderna antropologia fisica sono da ricordare Paul Broca e Franz Boas. In Italia i capiscuola vanno considerati Paolo Mantegazza, Raffaello Parenti e Giuseppe Sergi, quest'ultimo fondatore della Società Romana di Antropologia (ora Istituto Italiano di Antropologia).

## Rami disciplinari
- Primatologia: lo studio delle grandi scimmie strettamente imparentate alla specie umana.
- Genetica delle popolazioni: lo studio delle diversità umane a livello biologico e genetico (collegata alla biologia evoluzionistica).
- Paleoantropologia o (paleontologia umana): lo studio dell'evoluzione della specie umana.

Lo studio dell'evoluzione umana coinvolge altre specializzazioni, quali:
- l'osteologia (lo studio dei materiali scheletrici);
- la paleopatologia (studio delle tracce di malattie e ferite rintracciabili sugli scheletri umani);
- l'antropologia forense (analisi dei resti umani in relazioni ad indagini di polizia o giudiziarie).